# Челкасинское сельское поселение
Челкаси́нское се́льское поселе́ние (чув. Чулкаç ял тăрăхĕ) — муниципальное образование в составе Урмарского района Чувашской Республики.
В Челкасинское сельское поселение входит 4 населенных пункта. Население — 2014 человек.

## Населённые пункты
На территории поселения находятся следующие населённые пункты:
| Название         | Тип населённого пункта             | Население |
| ---------------- | ---------------------------------- | --------- |
| Челкасы          | село, центр сельской администрации | 1188      |
| Анаткасы         | деревня                            | 357       |
| Старое Шептахово | деревня                            | 223       |
| Ямбай            | деревня                            | 246       |

## Организации
- ЗАО АПП «Рассвет»
- Челкасинская основная общеобразовательная школа
- Дошкольная разновозрастная группа при Челкасинской ООШ
- Детско-юношеская спортивная школа по самбо «Юность»
- Фельдшерско-акушерский пункт
- МУК Челкасинский КДЦ
- Модельная библиотека
- Отделение связи
- Филиал № 4436\063 Урмарского отделения Сбербанка
- 4 магазина Урмарского райпо
- Анаткасинская начальная школа
- 3 сельских клуба

## Достопримечательности
- Церковь Святой Троицы